# Dorfkirche Krampfer

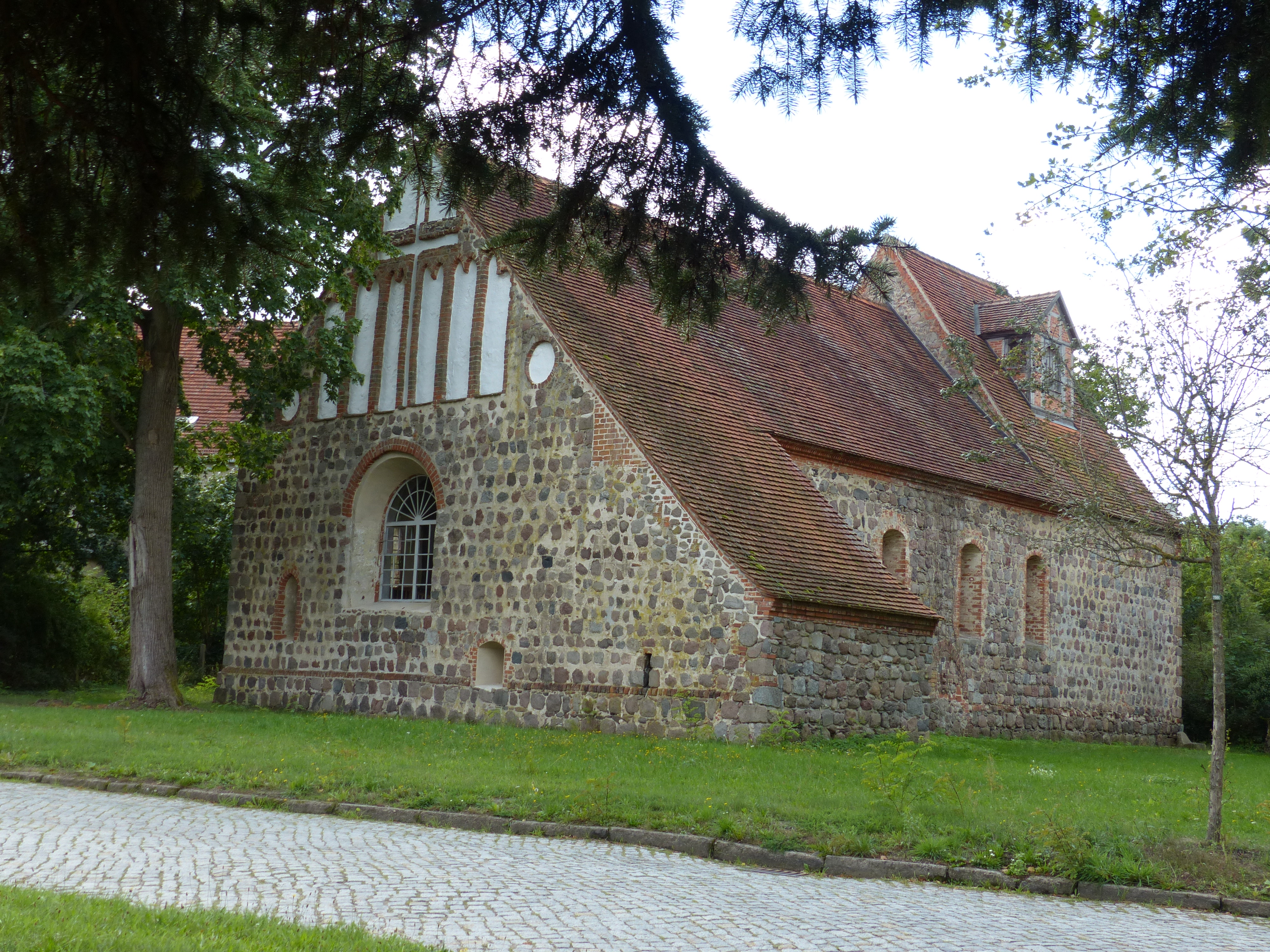
Dorfkirche Krampfer

Die evangelische, denkmalgeschützte Dorfkirche Krampfer steht in Krampfer, einem Ortsteil der Gemeinde Plattenburg im Landkreis Prignitz in Brandenburg. Die Kirche gehört zum Pfarrsprengel Uenze-Krampfer-Rosenhagen im Kirchenkreis Prignitz der Evangelischen Kirche Berlin-Brandenburg-schlesische Oberlausitz.

## Beschreibung
Die gotische Feldsteinkirche wurde um 1318 gebaut. Ihr Kirchturm in Breite des Langhauses blieb unvollendet. Sein im Norden und Süden mit jeweils einer Dachgaube aus Holzfachwerk versehenes Satteldach überragt den Dachfirst des Langhauses. Die bauzeitliche Sakristei nördlich des Chors ist mit einem das Chordach verlängernden Schleppdach gedeckt. Der Ostgiebel besitzt eine aufwändige backsteinerne Gliederung, die ein großes Kreuz, mit paarigen Spitzbögen abgeschlossene sowie runde Blenden umfasst. Für das darunter befindliche große Rundbogenfenster wird eine ehemals vorhandene Dreiteilung angenommen.
Der Innenraum des Langhauses ist mit einer Flachdecke überspannt. Der Chor besaß ursprünglich ein Kreuzgratgewölbe, die Turmhalle schließt mit einem quer angeordneten Tonnengewölbe ab. Zur Kirchenausstattung gehört ein Kanzelaltar vom Ende des 18. Jahrhunderts. Die Empore im Westen ist mit einem Gemäldezyklus über die Zehn Gebote an der Brüstung verziert. Auf ihr steht die Orgel mit sieben Registern, einem Manual und einem angehängten Pedal. Sie wurde 1878 von Friedrich Hermann Lütkemüller gebaut.